# Karin Sveen
Karin Sveen född 17 augusti 1949 i Hamar, är en norsk författare.
Sveen är utbildad vid lärarhögskola och universitet, och debuterade som författare 1975. Hon har varit medlem av Norsk Kulturråds Essayutvalg, Den norske forfatterforenings styrelse och Forfatterforeningens Litterære Råd.